# Rambha
Rambha è una città dell'India di 10.715 abitanti, situata nel distretto di Ganjam, nello stato federato dell'Orissa. In base al numero di abitanti la città rientra nella classe IV (da 10.000 a 19.999 persone).

## Geografia fisica
La città è situata a 19° 31' 0 N e 85° 5' 60 E e ha un'altitudine di 86 m s.l.m..

## Società

### Evoluzione demografica
Al censimento del 2001 la popolazione di Rambha assommava a 10.715 persone, delle quali 5.376 maschi e 5.339 femmine. I bambini di età inferiore o uguale ai sei anni assommavano a 1.574, dei quali 802 maschi e 772 femmine. Infine, coloro che erano in grado di saper almeno leggere e scrivere erano 6.048, dei quali 3.697 maschi e 2.351 femmine.